# ساحل الموزازي (أولاد عياش وبني مطير)
ساحل الموزازي هو دُوَّار يقع بجماعة غياتة الغربية، إقليم تازة، جهة فاس مكناس في المملكة المغربية. ينتمي الدوّار لمشيخة أولاد عياش و بني مطير التي تضم 7 دواوير. يقدر عدد سكانه بـ 883 نسمة حسب الإحصاء الرسمي للسكان والسكنى لسنة 2004.

## روابط خارجية
- البوابة الوطنية للجماعات الترابية نسخة محفوظة 12 مارس 2018 على موقع واي باك مشين.
- المندوبية السامية للتخطيط